# Maitz Péter
Maitz Péter (Szombathely, 1975. április 17. –) magyar nyelvész, szociolingvisztikus és germanista.
Kutatási területei közé tartozik a nyelvváltás és a nyelvi variáció társadalmi kontextusban, a nyelvi diszkrimináció, a nyelvi kontaktus és a többnyelvűség, a pidgin nyelvek, a kreol nyelvek, a nyelvi kisebbségek.

## Életpályája
Az osztrák határ közelében nőtt fel, ezért már korán elsajátította a német nyelvet. Német és lengyel filológiát tanult Debrecenben, Heidelbergben és Varsóban. Doktori tanulmányait Debrecenben és Heidelbergben végezte el. 2002–2009 között a Debreceni Egyetem adjunktusi és főiskolai adjunktusi állását töltötte be. Magyarországi tartózkodása alatt több kutatási ösztöndíjat kapott (az Alexander von Humboldt Alapítványtól és a Magyar Tudományos Akadémiától), így a heidelbergi (2000–2002) és az augsburgi (2006–2008) egyetemeken tudott kutatásokat végezni. 2009–2011 között a Pécsi Tudományegyetemen dolgozott. 2012-ben habilitált. 2018-ban vendégprofesszor volt a James Cook University Nyelv- és Kultúrakutató Központjában Cairnsben. 2022 elejéig a Berni Egyetem rendes professzora volt.
2015-ben egy nemzetközi kutatási projekt vezetőjeként az Unserdeutsch dokumentálásának és újjáélesztésének szentelte magát. Számos nemzetközi konferencia és workshop társszervezője vagy házigazdája volt Magyarországon, Olaszországban, Németországban, Ausztráliában és Svájcban. A „VarioLingua” szociolingvisztikai kiadványsorozat társszerkesztője.

## Művei
- Sprache und Diskriminierung. Seelze: Friedrich Verlag (2011)
- Sprache und Diskriminierung. Einführung in das Themenheft (2011)
- Historische Sprachwissenschaft. Erkenntnisinteressen, Grundlagenprobleme, Desiderate (2012)
- New language norm authorities in Germany: Ideological roots and social consequences (2012)
- Sprachliche Ideologien im Schulbuch (2015)
- Language Contact in the German Colonies: Papua New Guinea and beyond (2017)
- The creoleness of Unserdeutsch (Rabaul Creole German): A typological perspective. (2017)

## Fordítás
- Ez a szócikk részben vagy egészben  a   Péter Maitz című lengyel Wikipédia-szócikk ezen változatának fordításán alapul.  Az eredeti cikk szerkesztőit annak laptörténete sorolja fel. Ez a jelzés csupán a megfogalmazás eredetét és a szerzői jogokat jelzi, nem szolgál a cikkben szereplő információk forrásmegjelöléseként.